# Paul Daniel Longolius
Paul Daniel Longolius est un philologue et érudit allemand, né à Kesselsdorf (Saxe) en 1704, mort en 1779.
Il fut pendant quarante-quatre ans recteur du gymnase de Hof. Cet érudit publia plusieurs éditions d’auteurs anciens, un grand nombre de dissertations philologiques, historiques, archéologiques et littéraires et fut un des principaux rédacteurs de l’Encyclopédie allemande (Leipzig, 1731-1750, 64 vol. in-fol. avec 4 vol. de supplément).

## Œuvres
- Sur la bibliothèque du gymnase de Hof (1747, in-4°), et
- Notitia Hermundurorum (Nuremberg, 1793, 2 vol. in-8°), recueil de dissertations.